# 小林勝 (小説家)
小林勝（こばやし まさる、1927年11月7日 - 1971年3月25日）は、日本の小説家である。代表作に『断層地帯』『蹄の割れたもの』、戯曲『檻』などがある。早稲田大学露文科中退。

## 来歴
日本統治時代の朝鮮慶尚南道の晋州に生まれた。父は朝鮮で農林学校の生物教師をしていた。小林は植民者の息子として朝鮮で育ち、1944年大邱中学校4年修了時点で、陸軍予科士官学校に入学した。1945年3月には特攻要員として陸軍航空士官学校に入学。敗戦によって復員した小林は、1948年に日本共産党に入党し、50年代の日本共産党が分裂抗争した時期には、徳田球一率いるいわゆる所感派に属して「火炎瓶闘争」に加わって逮捕される。その経験をもとに書いたものが、代表作である『断層地帯』である。その後新日本文学会に入会し、長谷川四郎や菅原克己らとともに雑誌『生活と文学』の編集を手がけるなど、文学運動に携わった。

## 評価
小林勝の文学は「自己嫌悪と羞恥の文学」であった。「自己嫌悪と羞恥」の原点こそ、日本が植民地支配した朝鮮での少年期体験だった。だからこそ、小林は彼にとっての「故郷」であり、原風景である朝鮮にたいする安直な郷愁を拒否したのである。

## 著作
- 『刑務所 ルポルタージュ・シリーズ 日本の証言』勅使河原宏画 柏林書房 1955
- 『フォード・一九二七年』（講談社　1957年）
- 『断層地帯』全5部　書肆パトリア　1958年　のち新読書社
- 『狙撃者の光栄』（書肆パトリア　1959年）のち白川書院
- 『檻の中の記録』至誠堂 現代人叢書 1960
- 『強制招待旅行』（筑摩書房　1962年）
- 『生命の大陸: 生と死の文学的考察』三省堂新書 1969
- 『チョッパリ　小林勝小説集』三省堂　1970
- 『小林勝作品集』全3巻　白川書院　1975-76

## 略年譜
- 1927年、朝鮮慶尚南道晋州において生まれる。
- 1944年3月、大邱中学校4年修了。陸軍予科士官学校に入学。
- 1945年3月、陸軍航空士官学校に入学。特攻要員だった。
- 1945年8月、敗戦により復員。
- 1948年、日本共産党入党。新日本文学会の活動も始める。
- 1950年、日本共産党の分裂抗争において、主流派に属す。『新日本文学』と対立した『人民文学』が創刊されると、これに加わる。
- 1952年6月、朝鮮戦争・破防法反対デモに参加。「火炎壜事件」の現行犯で逮捕。
- 1953年1月、保釈。『人民文学』などに小説や詩を発表する。
- 1955年5月、新日本文学会入会。事務局員として活動。
- 1956年、「フォード・一九二七年」（新日本文学5月号＝芥川賞候補作となる）
- 1958年、長編『断層地帯』書肆パトリア
- 1960年、「架橋」（文學界六月号＝芥川賞候補）
- 1961年、日本共産党の第8回党大会を機に、党規律にそむいた共同声明に参加、除名処分をうける。
- 1971年、腸閉塞で死亡。享年43。

## 参考資料
- 藤井徹「小林勝略年譜」（『小林勝作品集』第5巻に掲載）。
- 林浩治「小林勝―侵略者としての自己嫌悪を育んだ故郷朝鮮」（『韓国・朝鮮と向き合った36人の日本人』明石書店　2002年4月）
- 磯貝治良「植民者の原風景と自己剔抉―小林勝の作品」（『戦後日本文学のなかの朝鮮韓国』大和書房　1992年7月）
- 高澤秀次「小林勝論―植民地朝鮮の日本人」（『言語文化』第十七号 明治学院大学言語文化研究所　2000年3月）
- 原佑介『禁じられた郷愁―小林勝の戦後文学と朝鮮』（新幹社　2019年3月）